# Superettan 2025
La Superettan 2025 è la 26ª edizione del secondo livello del campionato di calcio svedese nel suo formato attuale. La stagione è iniziata il 29 marzo e si concluderà l'8 novembre 2025.

## Stagione

### Novità
- Promosse dalla Ettan 2024
  - Umeå FC - Vincitore Ettan Norra
  - Falkenberg - Vincitore Ettan Södra
- Retrocesse dalla Allsvenskan 2024
  - Kalmar
  - Västerås SK

### Formula
Le 16 squadre partecipanti si affrontano in un girone all'italiana con partite di andata e ritorno, per un totale di 30 giornate. Le prime due classificate ottengono la promozione in Allsvenskan, mentre la terza gioca uno spareggio con la terzultima in Allsvenskan. Le ultime due classificate vengono retrocesse in Ettan, mentre la terzultima e la quartultima giocano uno spareggio contro le seconde nei due gironi di Ettan.

## Squadre partecipanti
| Club            | Città       | Stadio                  | Stagione precedente      |
| --------------- | ----------- | ----------------------- | ------------------------ |
| Brage           | Borlänge    | Domnarvsvallen          | 8º posto in Superettan   |
| Falkenberg      | Falkenberg  | Falcon Alkoholfri Arena | 1º posto in Ettan Södra  |
| GIF Sundsvall   | Sundsvall   | NP3 Arena               | 13º posto in Superettan  |
| Helsingborg     | Helsingborg | Olympia                 | 4º posto in Superettan   |
| Kalmar          | Kalmar      | Guldfågeln Arena        | 15º posto in Allsvenskan |
| Landskrona BoIS | Landskrona  | Landskrona IP           | 3º posto in Superettan   |
| Oddevold        | Uddevalla   | Rimnersvallen           | 12º posto in Superettan  |
| Örebro          | Örebro      | Behrn Arena             | 11º posto in Superettan  |
| Örgryte         | Göteborg    | Gamla Ullevi            | 5º posto in Superettan   |
| Östersund       | Östersund   | Jämtkraft Arena         | 14º posto in Superettan  |
| Sandvikens IF   | Sandviken   | Jernvallen              | 6º posto in Superettan   |
| Trelleborg      | Trelleborg  | Vångavallen             | 7º posto in Superettan   |
| Umeå FC         | Umeå        | Umeå Energi Arena       | 1º posto in Ettan Norra  |
| Utsiktens BK    | Göteborg    | Bravida Arena           | 9º posto in Superettan   |
| Varberg         | Varberg     | Påskbergsvallen         | 10º posto in Superettan  |
| Västerås SK     | Västerås    | Hitachi Energy Arena    | 16º posto in Allsvenskan |

## Classifica
Aggiornata al 1º gennaio 2025
|  | Pos. | Squadra         | Pt | G | V | N | P | GF | GS | DR |
|  | ---- | --------------- | -- | - | - | - | - | -- | -- | -- |
|  | 1.   | Brage           | 0  | 0 | 0 | 0 | 0 | 0  | 0  | 0  |
|  | 2.   | Falkenberg      | 0  | 0 | 0 | 0 | 0 | 0  | 0  | 0  |
|  | 3.   | GIF Sundsvall   | 0  | 0 | 0 | 0 | 0 | 0  | 0  | 0  |
|  | 4.   | Helsingborg     | 0  | 0 | 0 | 0 | 0 | 0  | 0  | 0  |
|  | 5.   | Kalmar          | 0  | 0 | 0 | 0 | 0 | 0  | 0  | 0  |
|  | 6.   | Landskrona BoIS | 0  | 0 | 0 | 0 | 0 | 0  | 0  | 0  |
|  | 7.   | Oddevold        | 0  | 0 | 0 | 0 | 0 | 0  | 0  | 0  |
|  | 8.   | Örebro          | 0  | 0 | 0 | 0 | 0 | 0  | 0  | 0  |
|  | 9.   | Örgryte         | 0  | 0 | 0 | 0 | 0 | 0  | 0  | 0  |
|  | 10.  | Östersund       | 0  | 0 | 0 | 0 | 0 | 0  | 0  | 0  |
|  | 11.  | Sandvikens IF   | 0  | 0 | 0 | 0 | 0 | 0  | 0  | 0  |
|  | 12.  | Trelleborg      | 0  | 0 | 0 | 0 | 0 | 0  | 0  | 0  |
|  | 13.  | Umeå FC         | 0  | 0 | 0 | 0 | 0 | 0  | 0  | 0  |
|  | 14.  | Utsiktens BK    | 0  | 0 | 0 | 0 | 0 | 0  | 0  | 0  |
|  | 15.  | Varberg         | 0  | 0 | 0 | 0 | 0 | 0  | 0  | 0  |
|  | 16.  | Västerås SK     | 0  | 0 | 0 | 0 | 0 | 0  | 0  | 0  |

Legenda:
      Promosse in Allsvenskan
 Ammesse agli spareggi
      Retrocesse in Ettan
Note:
Tre punti a vittoria, uno a pareggio, zero a sconfitta.